# وسائط حفظ المعلومات
وسائط حفظ المعلومات هي المصادر التي تدون عليها المعلومات بغرض حفظها، ومن ثم استرجاعها عند الحاجة لها. ويمكن تقسيم تلك الوسائط إلى: وسائط ورقية، ووسائط غير ورقية.

## الوسائط الورقية
هي الأوعية التي تحمل معلومات مطبوعة على ورق، ولا تعتمد على جهاز لقراءة المعلومات. ويطلق على هذا النوع من وسائط حفظ المعلومات «الوسائط التقليدية». وهي من أكثر الوسائط استخداماً لحفظ المعلومات نظرا لما تتميز به من خصائص أهمها:
- لا تحتاج إلى جهاز لقراءة المعلومات.
- قليلة التكلفة المادية.
- سهلة الحمل والنقل.

ومن الوسائط الورقية المنتشرة بكثرة في المكتبات ومراكز المعلومات مايلي:
الكتب-الدوريات-المعاجم-الموسوعات-التقارير-النشرات-المطويات-أعمال المؤتمرات والندوات-الخرائط...
من ابرز تلك الوسائط

### الكتب
وهي إنتاج فكري يتكون من مجموعة من الاوراق المطبوعة والمثبتة معنا في مجلد أو أكثر؛ بحيث تشكل وحده ورقية واحدة، ويتكون الكتاب من (الغلاف-صفحة العنوان-قائمة المحتويات-المقدمة-متن الكتاب-الملاحق-قائمة المصادر)

### الدوريات
وهي كل مطبوع يصدر على فتراة منتظمة بحيث يضل ترقيم الاعداد متتالين، ويحمل عنوانا واحدا، ويتضمن اعمالا للعديد من الوؤلفين في موضوعات عامة أو متخصصة. مثالة (الصحف والمجلات)      

### الموسوعات
وهي مؤلفات تحوي معلومات عامه حول موضوعات المعرفة الإنسانية أو متخصصة في موضوع معين، ويغلب على معلوماتها الاختصار، وتعتمد على دقة التنظيم أو الترتيب الهجائيليسها على المستفيد الرجوع إليها باقل جهد

### المعاجم
وهي كتب تحتوي على كلمات اللغة أو مصطلحات الموضوعات مع تفسير معناها واستعمالاتها، ويرتب وفقا لنظام معين، غالبا مايكون هجائيا

## الوسائط غير الورقية
هي الأوعية التي تستخدم لحفظ المعلومات، ويتم استرجاعها بواسطة أجهزة خاصة تعرض تلك المعلومات ويطلق على هذا النوع من وسائط حفظ المعلومات «الوسائط غير التقليدية».
انواعها:
- القرص الصلب
- اجهزة التخزين الفلاش ممري (USB)
- اشرطة الكاسيت
- DVD

### خصائصها
- سهلة التنقل
- سرعة التصفح (عند وجود جهاز قارئ)
- من الممكن أن تحمل معلومات كثيرة
- صغيرة الحجم عادة.[2]